# Arquidiócesis de Lipá
La arquidiócesis de Lipá (en latín: Archidioecesis Lipensis, en inglés: Roman Catholic Archdiocese of Lipa y en tagalo: Arkidiyosesis ng Lipa) es una circunscripción eclesiástica de la Iglesia católica en Filipinas. Se trata de una arquidiócesis latina, sede metropolitana de la provincia eclesiástica de Lipá. Desde el 2 de febrero de 2017 su arzobispo es Gilbert Armea Garcera.

## Territorio y organización

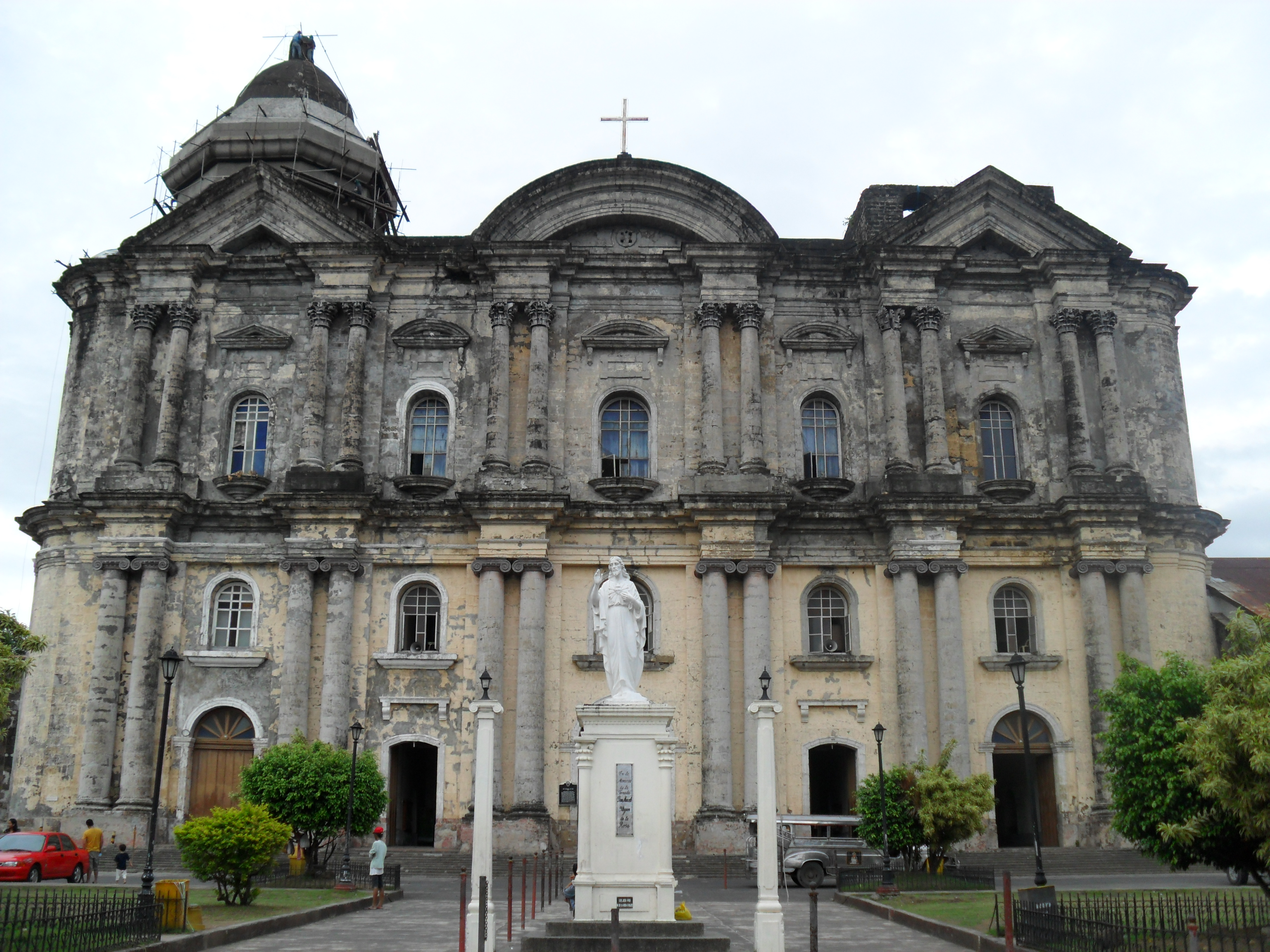
Basílica menor de San Martín de Tours, Taal

La arquidiócesis tiene 3166 km² y extiende su jurisdicción sobre los fieles católicos de rito latino residentes en la provincia de Batangas de la región de Calabarzon.

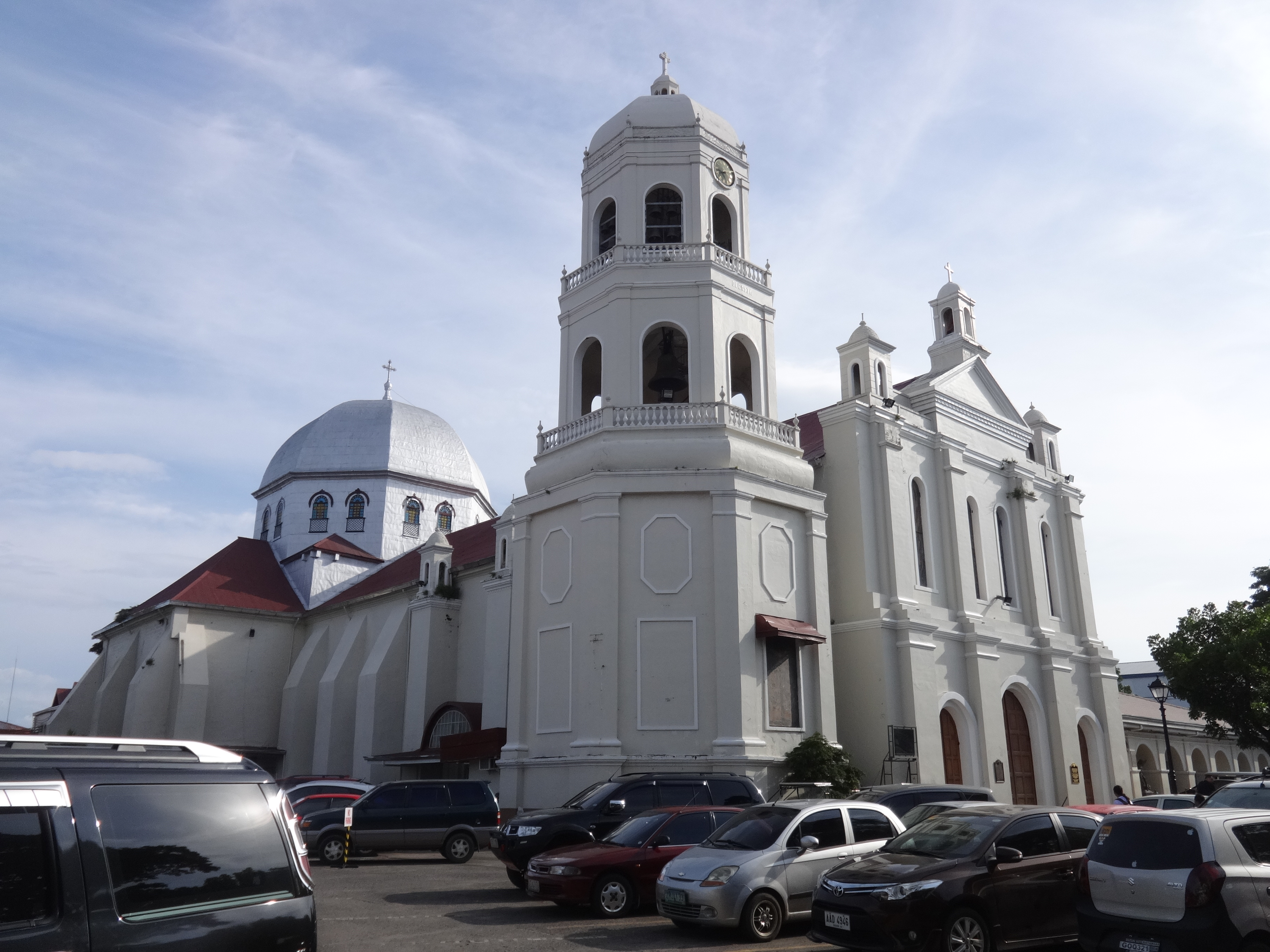
Basílica menor de la Inmaculada Concepción, Batangas

La sede de la arquidiócesis se encuentra en la ciudad de Lipá, en donde se halla la Catedral de San Sebastián. En Taal se encuentra la basílica menor de San Martín de Tours (la iglesia más grande de Asia). En Batangas se halla la basílica menor de la Inmaculada Concepción.
En 2021 en la arquidiócesis existían 64 parroquias agrupadas en 7 vicariatos.
La arquidiócesis tiene como sufragáneas a las diócesis de: Boac, Gumaca y Lucena, y a la prelatura territorial de Infanta.

## Historia
La diócesis de Lipá fue erigida el 10 de abril de 1910, tomando su territorio de la diócesis de Cáceres (hoy arquidiócesis de Cáceres). Originalmente era sufragánea de la arquidiócesis de Manila.
Posteriormente, cedió en reiteradas ocasiones porciones de su territorio para la erección de nuevas circunscripciones eclesiásticas:
- la prefectura apostólica de Mindoro (hoy vicariato apostólico de Calapán) el 2 de julio de 1936 mediante la bula Ad catholicum nomen del papa Pío XI;[1]
- la diócesis de Lucena el 28 de marzo de 1950 mediante la bula Quo aeternae del papa Pío XII;[2]
- la prelatura territorial de Infanta el 25 de abril de 1950 mediante la bula Precibus annuentes del papa Pío XII;[3]
- la diócesis de Imus el 25 de noviembre de 1961 mediante la bula Christifidelium consulere del papa Juan XXIII;[4]
- la diócesis de San Pablo el 28 de noviembre de 1966 mediante la bula Ecclesiarum per ampla del papa Pablo VI.[5]

El 20 de junio de 1972 fue elevada al rango de arquidiócesis metropolitana con la bula Qui summi Numinis del papa Pablo VI.

## Estadísticas
Según el Anuario Pontificio 2022 la arquidiócesis tenía a fines de 2021 un total de 3 158 430 fieles bautizados.
| Año                                                                             | Población            | Población | Población      | Sacerdotes | Sacerdotes    | Sacerdotes    | Bautizados por sacerdote | Diáconos permanentes | Religiosos | Religiosos | Parroquias |
| Año                                                                             | Bautizados católicos | Total     | % de católicos | Total      | Clero secular | Clero regular | Bautizados por sacerdote | Diáconos permanentes | Varones    | Mujeres    | Parroquias |
| ------------------------------------------------------------------------------- | -------------------- | --------- | -------------- | ---------- | ------------- | ------------- | ------------------------ | -------------------- | ---------- | ---------- | ---------- |
| 1950                                                                            | 731 679              | 816 528   | 89.6           | 106        | 82            | 24            | 6902                     |                      | 14         | 60         | 70         |
| 1969                                                                            | 733 868              | 756 262   | 97.0           | 91         | 56            | 35            | 8064                     |                      | 46         | 140        | 41         |
| 1980                                                                            | 1 129 000            | 1 163 000 | 97.1           | 94         | 68            | 26            | 12 010                   |                      | 114        | 117        | 44         |
| 1990                                                                            | 1 319 145            | 1 409 145 | 93.6           | 104        | 70            | 34            | 12 684                   |                      | 146        | 154        | 46         |
| 1999                                                                            | 1 664 563            | 1 786 833 | 93.2           | 133        | 105           | 28            | 12 515                   |                      | 135        | 187        | 50         |
| 2000                                                                            | 1 760 926            | 1 884 735 | 93.4           | 141        | 104           | 37            | 12 488                   |                      | 147        | 137        | 51         |
| 2001                                                                            | 1 804 640            | 1 905 348 | 94.7           | 144        | 105           | 39            | 12 532                   |                      | 104        | 197        | 52         |
| 2002                                                                            | 1 850 192            | 1 928 213 | 96.0           | 147        | 107           | 40            | 12 586                   |                      | 162        | 189        | 52         |
| 2003                                                                            | 1 892 746            | 1 972 562 | 96.0           | 151        | 118           | 33            | 12 534                   |                      | 118        | 154        | 52         |
| 2004                                                                            | 1 843 617            | 1 905 348 | 96.8           | 147        | 108           | 39            | 12 541                   |                      | 147        | 200        | 53         |
| 2013                                                                            | 2 246 000            | 2 340 000 | 96.0           | 229        | 126           | 103           | 9807                     |                      | 191        | 266        | 61         |
| 2016                                                                            | 2 805 795            | 2 982 704 | 94.1           | 234        | 117           | 117           | 11 990                   |                      | 281        | 313        | 63         |
| 2019                                                                            | 3 073 400            | 3 225 950 | 95.3           | 263        | 121           | 142           | 11 685                   |                      | 261        | 327        | 64         |
| 2021                                                                            | 3 158 430            | 3 317 970 | 95.2           | 291        | 123           | 168           | 10 853                   |                      | 331        | 491        | 64         |
| Fuente: Catholic-Hierarchy, que a su vez toma los datos del Anuario Pontificio. |                      |           |                |            |               |               |                          |                      |            |            |            |

## Episcopologio
- Giuseppe Petrelli † (12 de abril de 1910-30 de marzo de 1915 nombrado delegado apostólico en Filipinas[nota 1])
- Alfredo Verzosa y Florentin † (6 de septiembre de 1916-25 de febrero de 1951 renunció[nota 2])
  - Sede vacante (1951-1953)
- Alejandro Ayson Olalia † (28 de diciembre de 1953-2 de enero de 1973 falleció)
- Ricardo Jamin Vidal † (22 de agosto de 1973-13 de abril de 1981 nombrado arzobispo coadjutor de Cebú)
- Mariano Gaviola y Garcés † (13 de abril de 1981-30 de diciembre de 1992 renunció)
- Gaudencio Borbon Rosales (30 de diciembre de 1992-15 de septiembre de 2003 nombrado arzobispo de Manila)
- Ramon Cabrera Argüelles (14 de mayo de 2004-2 de febrero de 2017 renunció)
- Gilbert Armea Garcera, desde el 2 de febrero de 2017